# Archopterus anjiensis
Archopterus anjiensis — вид ракоскорпіонів родини Adelophthalmidae , що існував у пізньому ордовику (445 млн років тому). Рештки тварини знайдено у відкладеннях формації Веньчан у повіті Аньцзи провінції Чжецзян на півдні Китаю. Голотип зберігається у колекції Нанкінського інституту геології та палеонтології.

## Палеоекологія
Єдина відома скам'янілість, знайдена поряд з різними шестипроменевими губками, граптолітами та наутилоїдами в глибоководних сланцях. Архоптерус був хижаком, який, можливо, харчувався дрібними молюсками, ракоподібними та черв'яками.